# Auckland Rugby Football Union
Maillots
Actualités
Dernière mise à jour : 7 août 2025.
La Auckland Rugby Football Union est la fédération de rugby à XV pour la région de Auckland au Nord de la Nouvelle-Zélande. L'équipe qui représente cette fédération dans le championnat des provinces NPC joue à l'Eden Park.
La fédération est fondée en 1883. Son équipe représentative est la plus célèbre et la plus titrée de Nouvelle-Zélande, avec notamment dix-sept championnats NPC depuis sa création en 1976.
Les joueurs de Auckland forment l'ossature des Blues qui disputent le Super Rugby, la province de Auckland est par le passé la mieux représentée au sein des All Blacks.

## Histoire
La Auckland Rugby Football Union est fondée en 1883. L'équipe provinciale devient la première à obtenir le Ranfurly Shield. En 1904, elle affronte victorieusement les Lions Britannique en tournée en Nouvelle-Zélande.

## Clubs
Les joueurs doivent être licenciés dans l'un des clubs suivants pour pouvoir être sélectionnés dans l'équipe de la province :
| - College Rifles Rugby Football Club - East Tamaki Rugby Football Club - Eden Rugby Football Club - Grammar Carlton Rugby Football Club - Manukau Rovers Rugby Football Club - Marist Brothers Old Boys Rugby Football Club - Mt Wellington Rugby Football Club - Otahuhu Rugby Football Club - Pakuranga Rugby Football Club - Papatoetoe Rugby Football Club | - Ponsonby Rugby Football Club - Roskill Districts Rugby Football Club - Suburbs Rugby Football Club - Tamaki Rugby Football Club - Te Papapa Onehunga Rugby Football Club - Teachers Eastern Rugby Football Club - University Rugby Football Club - Waiheke Rugby Football Club - Waitakere City Sports & Rugby Football Club - Waitemata Rugby Football Club |

## Palmarès
- Championnat des provinces (National Provincial Championship puis Air New Zealand Cup puis ITM Cup puis Mitre 10 Cup) (17) : 1982, 1984, 1985, 1987, 1988, 1989, 1990, 1993, 1994, 1995, 1996, 1999, 2002, 2003, 2005, 2007 et 2018.
- Ranfurly Shield (16) : 148 défenses victorieuses.

## Effectif 2025
| Piliers - Sione Ahio (en) - Ben Ake (en) - Oscar Cowley-Andrea - Robson Faleafa - Josh Fusitua (en) - Maliu Niuafe - Sika Pole - Angus Ta'avao - Hamdahn Tuipulotu (en) - Tito Tuipulotu (en) Talonneurs - Nathaniel Pole (en) - Mills Sanerivi (en) - Soane Vikena (en) Deuxièmes lignes - Tom Allen (en) - Josh Beehre (en) - Tai Cribb (en) - Tyson Lowry - Ola Tauelangi (en) - Patrick Tuipulotu | Troisièmes lignes - Randall Baker - Adrian Choat (en) - Che Clark (en) - Taina Fox-Matamua (en) - Sam Hainsworth-Fa'aofo - Anton Segner - Ofa Topeni - Kitiona Vai (en) - Caleb Woodley Demis de mêlée - James Arscott (en) - Taufa Funaki (en) - Kemara Hauiti-Parapara (en) Demis d'ouverture - Alex Harford (en) - Rico Simpson | Centres - Leo Gordon - Rieko Ioane - AJ Lam (en) - Xavi Taele (en) - Tanielu Tele'a (en) Ailiers - Caleb Clarke - Cohen Norrie - King Maxwell - Harlyn Saunoa - Caleb Tangitau (en) - Xavier Tito-Harris (en) - Cody Vai (en) Arrières - Stephen Perofeta - Payton Spencer (en) |

## Joueurs emblématiques
- Martin Brooke
- Robin Brooke
- Zinzan Brooke
- Olo Brown
- Eroni Clarke
- Justin Collins
- Steve Devine
- John Drake
- Sean Fitzpatrick
- Grant Fox
- Andy Haden
- Doug Howlett
- Michael Jones
- Jerome Kaino
- John Kirwan
- Pat Lam
- Brian Lima
- Bernie McCahill
- Keven Mealamu
- Kees Meeuws
- Joe Rokocoko
- Caleb Ralph
- Xavier Rush
- Carlos Spencer
- Joe Stanley
- Alan Whetton
- Gary Whetton
- Ali Williams
- Terry Wright